# اچ‌دی ۱۳۶۱۱۸
اچ‌دی ۱۳۶۱۱۸ یک ستاره است که در صورت فلکی مار قرار دارد.